# 寛和二年内裏歌合
寛和二年内裏歌合（かんなにねんだいりうたあわせ）は、寛和2年6月10日（986年7月19日）、花山天皇によって行われた歌合。

## 概要
花山天皇は和歌に対する関心が深く、前年の寛和元年8月10日（985年8月28日）にも歌合を開催している。判者は天皇の外戚権中納言藤原義懐が務め、講師は左方は当時21歳の藤原公任が抜擢された。公任は当時の関白藤原頼忠の子であるが、幼くしてその才能は認められ、前年の歌合にも参加していた。右方は藤原長能が務めた。
講師以外で参加した歌人として知られているのは、大中臣能宣・藤原惟成・藤原実方・曾禰好忠・藤原敦信・藤原明理・藤原道綱・藤原道長・藤原斉信らである。能宣・好忠ら著名な歌人に加えて、道長・斉信ら天皇とほぼ同世代の若手貴族が参加していることが特徴として挙げられる。また、前年の歌合と違って予め歌題を示すなどの準備が行われていたのにもかかわらず、洲浜など歌の席での飾り付けはなく、方人即歌人（主催者・判者も含めて参加者全員が歌を詠むことを基本とする）形式が取られていた。
和歌は20題20番であるが、歌題は四季の景物18と「祝」「恋」の人事題各1題ずつである。四季の季題と人事題が同時に出された歌合の最古の記録である。
和歌は類聚歌合10巻本と20巻本に所収されているが、一部の勝敗に関する記述が不明で作者が諸説あるものもある。また、藤原道綱の和歌について母親が代作したという説がある。
この歌合からわずか13日後、花山天皇は突如出家をして退位、義懐・惟成もこれに続いた（寛和の変）。7歳の一条天皇が即位し、政権も小野宮流から九条流に移るなど摂関政治の大きな画期となる。

## 歌題
1. 霞（春）・左:大中臣能宣、右:藤原惟成　（左勝）
2. 鶯（春）・左:藤原斉信、右:藤原惟成（一説に藤原実方）　（左勝）
3. 子日（春）・左:藤原明理（一説に「かねもり」）、右:藤原惟成　（左勝）
4. 桜（春）・左:大中臣能宣、右:藤原実方（一説に藤原惟成）　（左勝）
5. 款冬（春）・左:藤原長能、右:藤原惟成　（左勝）
6. 郭公（夏）・左:藤原長能（一説に「かねもり」）、右:藤原道綱　（右勝）
7. 翟麦（夏）・左:曾禰好忠（一説に大中臣能宣）、右:藤原惟成　（左勝）
8. 菖蒲（夏）・左:曾禰好忠、右:藤原惟成　（不詳）
9. 蛍（夏）・左:曾禰好忠（一説に藤原高遠）、右:藤原惟成（一説に「ゆきなり」）　（右勝）
10. 織女（一説に「七夕」）（秋）・左:大中臣能宣、右:藤原惟成　（左勝）
11. 霧（秋）・左:藤原敦信、右:藤原惟成　（左勝）
12. 月（秋）・左:曾禰好忠（一説に藤原高遠）、右:藤原実方　（右勝）
13. 松虫（秋）・左:大中臣能宣、右:藤原惟成　（不詳）
14. 網代（秋）・左:大中臣能宣、右:藤原惟成　（不詳）
15. 紅葉（冬）・左:藤原敦信、右:藤原実方（一説に藤原道綱）　（左勝）
16. 時雨（冬）・左:大中臣能宣、右:藤原実方　（左勝）
17. 霧（冬）・左:大中臣能宣、右:藤原実方　（左勝）
18. 雪（冬）・左:大中臣能宣、右:藤原公任　（右勝）
19. 祝（人事）・左:曾禰好忠、右:藤原道長　（右勝）
20. 恋（人事）・左:藤原敦信、右:藤原惟成　（右勝）